# Caudovirales

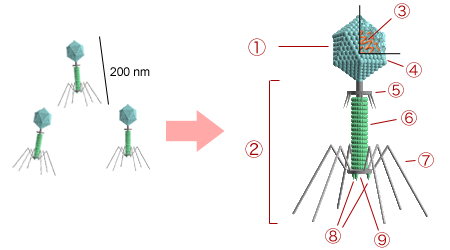
Struttura di un batteriofago:
1.Testa 2.Coda 3.Acido nucleico 4.Capside 5.Collare 6.Guaina 7.Fibre della coda 8.Punte 9.Base

I Caudovirales sono un ordine di virus noti anche come batteriofagi caudati. Sono dotati di genoma a DNA a doppio filamento, pertanto nella classificazione di Baltimore sono inseriti nel gruppo I (virus a dsDNA). Il genoma può avere dimensioni che variano da 18 a 500 kbp di lunghezza. La struttura dei virioni è composta da una "coda" tubolare e da una "testa" icosaedrica che contiene il DNA. L'ordine caudovirales comprende una grande varietà di virus molti dei quali possiedono diversi geni simili o identici, anche se le sequenze nucleotidiche possono variare notevolmente. Per via della loro struttura peculiare, si ritiene che questi virus abbiano un'origine comune.

## Ciclo di replicazione

### Ingresso nell'ospite
In seguito all'incontro con il batterio ospite, la coda del batteriofago si lega ai recettori posti sulla superficie cellulare. Il genoma virale viene inserito nella cellula attraverso la coda, la quale si inserisce attraverso la membrana plasmatica, bucandola. Il genoma entra nella cellula, mentre il capside rimane all'esterno.

### Trascrizione e replicazione
Una volta all'interno della cellula il genoma virale deve essere trascritto dai meccanismi di trascrizione dell'ospite, e successivamente tradotto da ribosomi al fine di produrre le proteine virali. Anche la duplicazione del genoma dipende dai meccanismi dell'ospite, di conseguenza è necessario che la cellula sia in attiva replicazione affinché il ciclo infettivo vada a buon fine.

### Assemblaggio, maturazione e lisi
Le proteine del capside sono assemblate sotto forma di precursori. Una volta assemblata la testa il nuovo genoma virale vi viene inserito e le proteine vanno incontro a maturazione tramite tagli proteolitici. La coda, a seconda della specie, può essere assemblata separatamente e successivamente connessa alla testa o assemblata direttamente sulla testa. Al termine dell'assemblaggio e della maturazione i virioni si accumulano all'interno del citoplasma. Una volta raggiunto un numero sufficiente, la cellula viene portata a lisi e i fagi diffondono nell'ambiente circostante.

## Classificazione
L'ordine Caudovirales è suddiviso in nove famiglie più un genere incertae sedis:
- Ackermannviridae
- Autographiviridae
- Chaseviridae
- Demerecviridae
- Drexlerviridae
- Herelleviridae
- Myoviridae
- Podoviridae
- Siphoviridae
- Lilyvirus incertae sedis